# Fluorazijnzuur
Fluorazijnzuur is een gefluorideerde organische verbinding uit de stofklasse der carbonzuren. De stof komt voor als een kleurloos kristallijn poeder, dat zeer goed oplosbaar is in water.

## Synthese
Fluorazijnzuur kan bereid worden door reactie van methyljoodacetaat met zilver(I)fluoride of door reactie van methylchlooracetaat met kaliumfluoride. De ontstane ester wordt vervolgens gehydrolyseerd.

## Toepassingen
Fluorazijnzuur wordt gebruikt voor de bestrijding van knaagdieren, zij het dan niet als vrij zuur maar in de vorm van een zout, waarvan het natriumzout (natriumfluoracetaat) het meest toegepast wordt. Dit zout komt van nature voor in de bladeren van een Zuid-Afrikaanse struik, de gifblaar (Dichapetalum cymosum).

## Toxicologie en veiligheid
Fluorazijnzuur is een zeer toxische verbinding: het substitueert immers azijnzuur in de citroenzuurcyclus en veroorzaakt hierdoor een blokkade van de enzymwerking. De letale dosis bij volwassen mensen ligt bij 5 mg per kilogram lichaamsgewicht. De stof is echter nagenoeg niet-toxisch voor vissen en ongewervelden die in het water leven.